# CAS-Nummer

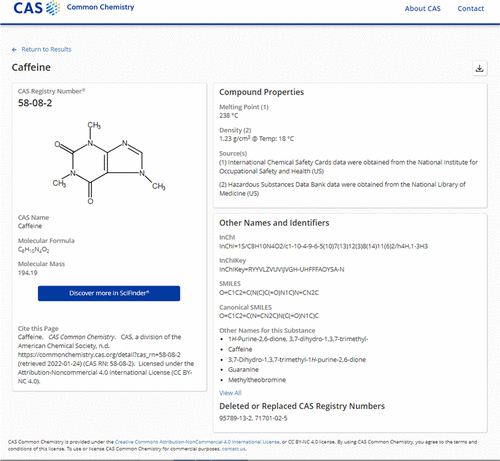
Screenshot der Datenbank CAS Common Chemistry mit Informationen zu Coffein

Die CAS-Nummer (auch CAS-Registrierungsnummer und CAS-Registernummer, engl. CAS Registry Number, CAS = Chemical Abstracts Service) ist ein internationaler Bezeichnungsstandard für chemische Stoffe. Für jeden in der CAS-Datenbank registrierten chemischen Stoff (auch Biosequenzen, Legierungen, Polymere) existiert eine eindeutige CAS-Nummer. Allerdings ist bei Polymeren eine eindeutige Zuordnung in vielen Fällen nicht möglich, weil beispielsweise unterschiedliche Molmassen des Polymers trotzdem nur eine CAS-Nummer haben.
Summenformeln sind in den wenigsten Fällen eindeutig, (verschiedensprachige) Trivialnamen existieren nur teilweise und sind nicht immer eindeutig, IUPAC-Namen sind oft sehr kompliziert, sodass es zu Verwechslungen kommen kann. Tatsächlich wird jedoch nicht die Substanz selbst referenziert, sondern die relevante Literatur. Dementsprechend können verschiedene Isomere (z. B. Enantiomere oder Diastereomere) eines Moleküls unter individuellen CAS-Nummern erfasst sein. Dagegen beziehen sich einige Einträge auf Stoffgruppen (z. B. Fettalkoholethoxylate). Für einige technisch wichtige Stoffgemische (z. B. Isomerengemische, wie Racemate oder produktionstypische Reaktionsgemische) bestehen auch eigene Einträge, obwohl deren Einzelkomponenten bereits unter anderen CAS-Nummern referenziert sein können.

## Aufbau
CAS-Nummern bestehen aus drei Zahlen, die durch zwei Bindestriche getrennt sind. Die erste Zahl enthält zwischen zwei und sieben Ziffern, die zweite Zahl zwei Ziffern. Die Nummern sind mit einer Prüfsumme codiert – das ist die letzte Zahl – und somit relativ leicht auf Plausibilität zu überprüfen. CAS-Nummern werden in aufsteigender Reihenfolge vergeben und enthalten keine innere Ordnung. Am 8. September 2009 wurde die fünfzigmillionste Substanz registriert. Zusammen mit über 61 Millionen Sequenzen waren somit über 111 Millionen Nummern vergeben. Täglich werden etwa 12.000 neue Substanzen registriert. Im Juni 2015 wurde die 100-Millionen-Grenze überschritten.
CAS-Nummern werden seit 1965 vom Chemical Abstracts Service, einer von der American Chemical Society verwalteten Institution mit Sitz in Columbus, Ohio, USA vergeben. Die Nutzung der CAS-Registry-Datenbank, in der auf jede chemische Struktur mit Hilfe der CAS-Nummer verwiesen wird, ist kostenpflichtig.

## Prüfung von CAS-Nummern
Eine CAS-Registernummer ist eine Ziffernfolge aus n Dezimalziffern in der allgemeinen Form:
{\displaystyle Z_{n}\,\ldots \,Z_{4}\,Z_{3}\,-\,Z_{2}\,Z_{1}\,-\,R}
wobei {\displaystyle R} eine Prüfziffer und {\displaystyle Z_{n}\,Z_{n-1}\,\ldots \,Z_{1}} jeweils eine Dezimalziffer darstellt.
Eine CAS-Nummer ist korrekt, wenn
{\displaystyle \left(\sum _{i=1}^{n}i\cdot Z_{i}\right){\bmod {10}}=R}
also die mit der Ziffernposition {\displaystyle i} gewichtete Summe der Ziffern {\displaystyle Z_{1}} bis {\displaystyle Z_{n}} durch 10 den Rest R lässt.
Mit „mod 10“ ist hier nicht das Prüfverfahren Modulo 10 (Luhn-Algorithmus) gemeint, sondern die mathematische Definition. Es ist darunter die letzte Dezimalziffer des Summenergebnisses zu verstehen, also:
10 · {Summenergebnis : 10 – (auf ganze Zahl abgerundetes [Summenergebnis : 10])} = Prüfzahl R.
Mit Summenergebnis ist der oben aufgeführte Begriff „gewichtete Summe der Ziffern {\displaystyle Z_{1}} bis {\displaystyle Z_{n}} “ gemeint.

### Beispielrechnung
CAS-Nummer für Ethanol ist 64-17-5.
| Ziffer   | 6      | 4      | 1     | 7     |          |
| Position | 4      | 3      | 2     | 1     |          |
| Beitrag  | 6·4=24 | 4·3=12 | 1·2=2 | 7·1=7 | Summe=45 |
Mit {\displaystyle R=45{\bmod {10}}=5} ist die Bedingung erfüllt, weil die 10 bis zu viermal in die 45 passt und als Rest 5 bleibt (5 ist bei der CAS-Nummer für Ethanol die Prüfzahl der Prüfsumme).

## Beispiele
- Wasser – CAS-Nr. 7732-18-5
- Ethanol – CAS-Nr. 64-17-5
- Acetylsalicylsäure (Wirkstoff von Aspirin®) – CAS-Nr. 50-78-2
- Coffein – CAS-Nr. 58-08-2
- DL-Methionin [1:1-Gemisch (Racemat) aus D-Methionin und L-Methionin] – CAS-Nr. 59-51-8

- L-Methionin – CAS-Nr. 63-68-3
- D-Methionin – CAS-Nr. 348-67-4

## Rechtliches
Die CAS-Nummer dient (im Unterschied zur EG-Nummer) nicht zur chemikalienrechtlichen Identifikation einer Substanz, sondern liefert lediglich einen Hinweis dazu. Die in der Forschung beschriebenen Substanzen können sich von den im Handel befindlichen aufgrund produktionstypischer Verunreinigungen oder der oben genannten Abgrenzungsprobleme hinsichtlich der Gefährlichkeit teilweise unterscheiden.
Die Angabe der CAS-Nummer im Sicherheitsdatenblatt ist für Gefahrstoffe obligatorisch, für im GHS nicht eingestufte Stoffe freiwillig.